# Phyllobrostis fregenella
Phyllobrostis fregenella é uma espécie de insetos lepidópteros, mais especificamente de traças, pertencente à família Lyonetiidae.
A autoridade científica da espécie é Hartig, tendo sido descrita no ano de 1941.
Trata-se de uma espécie presente no território português.